# بول كونكل
بول كونكل (بالإنجليزية: Paul Kunkel)‏ هو لاعب كرة مضرب أمريكي، ولد في 10 مايو 1903، وتوفي في 1977.